# Alloprosopaea algerica
Alloprosopaea algerica är en tvåvingeart som beskrevs av Louis-Paul Mesnil 1961. Alloprosopaea algerica ingår i släktet Alloprosopaea och familjen parasitflugor. Inga underarter finns listade i Catalogue of Life.